# Roman I Rościsławicz
Roman I Rościsławicz (ros. Роман Ростиславич) (ur. ?, zm. 14 czerwca 1180 w Smoleńsku) - Wielki książę kijowski (1171–1173) i (1174–1176) i smoleński (1167–1180) z dynastii Rurykowiczów. Syn Rościsława I, Brat Dawida, Ruryka II i Mścisława, Wnuk Mścisława I. Ojciec Jaropełka i Mścisława III. Roman został pochowany w Monasterze Prawosławnym św. Teodora w Kijowie.